# PW-9殲擊機
PW-9殲擊機（公司編號Boeing Model 15）是波音於1920年代製造的單座敞篷座艙雙翼戰鬥機，並分別服役於陸軍(PW-9)和海軍（FB)

## 發展
一戰結束後，波音根據戰爭協議中從德意志帝國獲得的戰利品福克D-VII戰鬥機（美軍獲得142架） ，設計出Boeing Model 15。Model 15在設計上與福克D-VII相似，機身同為鋼管焊接結構，並用鋼琴線加固。設計上採用單翼支撐結構，機翼使用木框結構，表面覆蓋織物，翼梁為雲杉和紅木，以及三層木製翼肋。機翼支柱從波音傳統設計中常用的木材改為流線型鋼管。起落架設有一條直軸，並被整合為一個16英寸翼弦的小型流線型翼面。Boeing Model 15最初搭載300 hp（220 kW） 的Wright-Hispano發動機，而後改用435 hp（324 kW）的柯蒂斯D-12發動機，並進行一定的設計修改。
美國陸軍航空勤務隊對改版表示出濃厚興趣，並將飛機的設計權與設計全都留給波音，並於1923年4月4日簽訂合約。首架XPW-9（Experimental Pursuit, Water-cooled engine）於1923年6月2日首飛，並與柯蒂斯 Model 33互相競爭，取代勤務隊原先使用的Thomas-Morse MB-3。
最終，兩款機型都獲得訂單（柯蒂斯Model 33命名為PW-8），而波音 Model 15命名為PW-9。雖然PW-8的速度更快，但PW-9在其他性能方面超越了 PW-8，設計也更堅固和易於維護，因此陸軍航空隊訂購了113架PW-9（而僅購買了25架 PW-8）。同時，PW-9還推出海軍版本，命名為FB，生產了44架。
首批25架PW-9於1925年10月30日開始交付，在1931年交付最後一架時共製造114架。幾乎所有的PW-9都服役於海外，主要駐紮在夏威夷的福特島機場第5混合大隊及駐紮於惠勒空軍基地的第18追擊大隊，以及菲律賓呂宋的克拉克空軍基地
的第4混合大隊。PW-9先後裝備了第3、第6和第19追擊中隊，服役期間為1925年至1931年。
海軍原先訂購16架FB-1，但在1924年12月1日至22日期間僅接收了10架，這些飛機沒有進行針對海軍作戰的改裝（例如沒有攔阻鉤），並被分配給海軍陸戰隊的VF-1M、VF-2M和VF-3M中隊，支援海軍陸戰隊遠征部隊在中國的行動。而後，兩架FB-1配備攔阻裝置和改良起落架後，可在航空母艦蘭利號上運行，命名為 FB-2，並於1925年12月進入VF-2服役。隨著試飛取得良好結果，海軍訂購了27架FB-5，這是第一款專為艦載作戰設計的海軍戰鬥機。FB-5配備525 hp（391 kW）的Packard 2A-1500發動機，並在起落架的軸下安裝了導引鉤，以便在甲板上通過電纜引導飛機。FB-5於1926年10月7日首飛，並於次年開始交付海軍。

## 型號

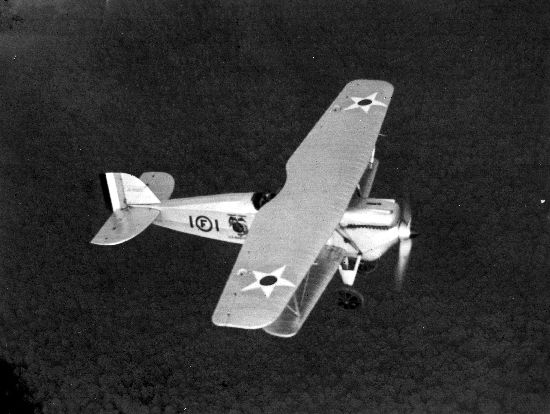
FB-1

XPW-9
3架交由航空勤務隊| 測試的原型機。第一架於1925年2月21日報廢，第二架於1928年10月，第三架則於2918年後才報廢
PW-9
搭載D-12發動機，共30架
PW-9A
搭載D-12C發動機，共24架
PW-9B
1架由PW-9A改裝而成的測試機
PW-9C
搭載D-12D發動機，共40架
PW-9D
最終量產版本，共16架
XP-4
一架改裝使用510 hp（380 kW）Packard 1A-1500發動機的PW-9 (ser no. 25-324)，而成命名成XP-4

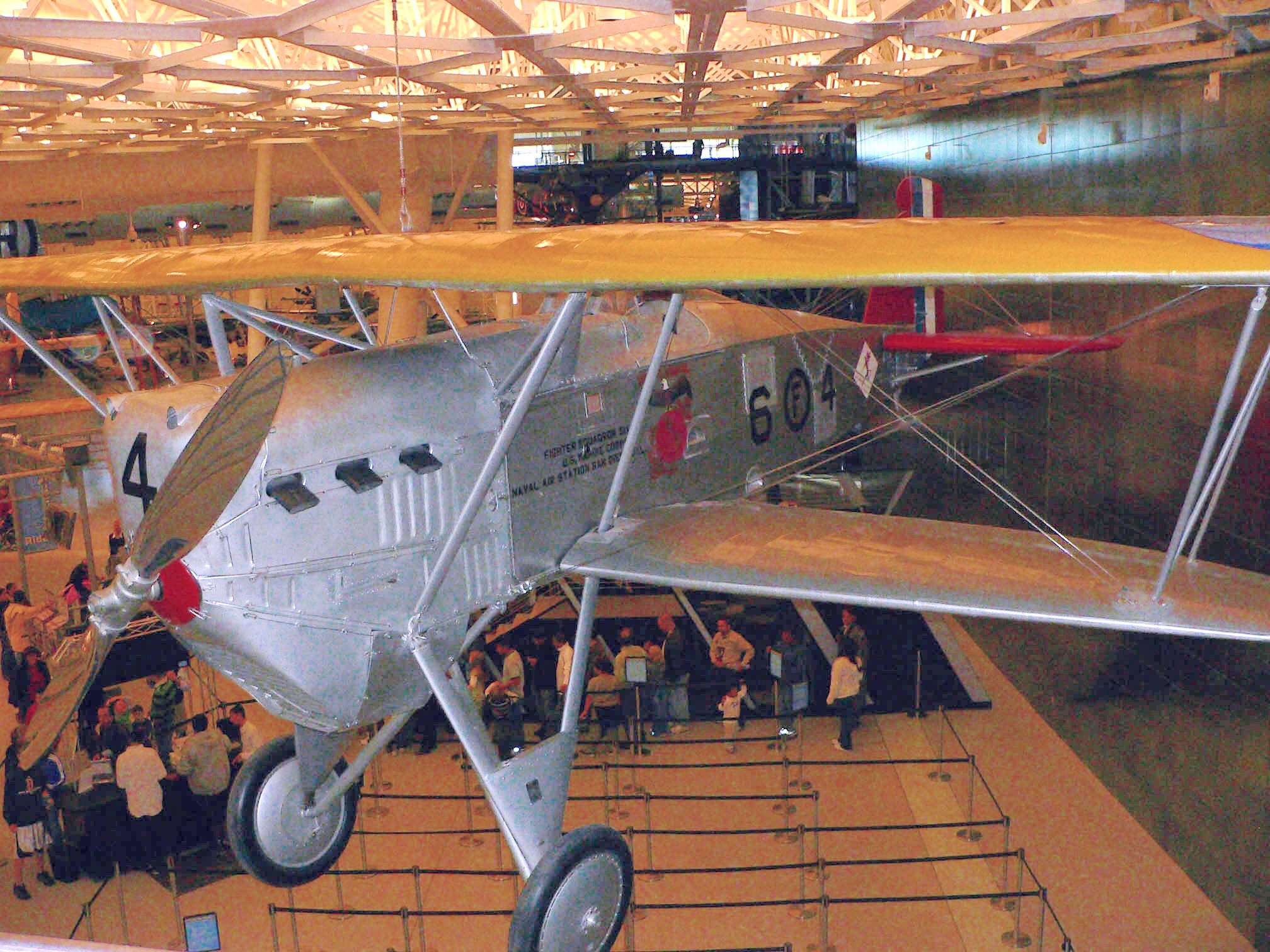
展示於史蒂文·烏德沃爾哈齊中心的FB-5

AT-3
1架改裝成單座教練機的PW-9A (ser no. 26-374)
FB-1
原計劃建造16架，最終僅建成10架（其餘6架變成其他型號）採用435 hp（324 kW）D-12發動機，並執行岸邊巡邏任務
FB-2 (Model 53)
兩架由FB-1改裝而成的航母艦載版本，採用510 hp（380 kW）Packard 1A-1500發動機，最終兩架在測試完成後，又回復成原廠狀態
FB-3 (Model 55)
共3架，用於測試Packard 1A-1500發動機在水上飛行的可行性。與FB-4相似，FB-3採用睡上飛機的配置，然而1925年12月發生事故後，剩餘兩架改裝為常規起落架型
FB-4 (Model 54)
共一架，用於測試450 hp（340 kW） Wright P-1發動機在水上飛行的可行性，而後改裝成FB-6
FB-5 (Model 67)
海軍量產版本，採用520 hp（390 kW） Packard 2A-1500發動機，共27架
FB-6
將引擎改裝成450 hp（340 kW） 普惠R-1340發動機-B的FB-4
FB-7 (Model 67A)
FB-5的升級版本，原計畫採用普惠R-1340發動機，但最終取消
XFB-5 (Model 97)
FB-5 (A-7101)於1927年進行測試時的編號

### 書目
- Bowers, Peter M.  First. London: Putnam Aeronautical Books. 1966.
- Bowers, Peter M.  Second. London: Putnam Aeronautical Books. 1989. ISBN 0-85177-804-6.
- Jones, Lloyd S. . Fallbrook, CA: Aero Publishers. 1977: 35–38. ISBN 0-8168-9254-7.
- Swanborough, Gordon; Bowers, Peter M.  Second. London: Putnam. 1976. ISBN 0-370-10054-9.

## 外部連結
- Baugher, Joe. . Joe Baugher's U.S. Military Aircraft page.   [2024-10-18]. （原始内容存档于2010-11-23）.
- Instructions for the Assembly and Maintenance of the Boeing Single Seat Pursuit and Fighter Airplanes （页面存档备份，存于） – manual for the PW-9 and FB-1/FB-5